# Lekkoatletyka na Nauru
Lekkoatletyka na Nauru jest uprawiana przez niewielką liczbę osób, stąd też wyniki przez nich uzyskiwane są jednymi z najgorszych na świecie.
Nauruańscy lekkoatleci nigdy nie wystartowali na Igrzyskach Olimpijskich. Największa szansa na osiągnięcie tego celu miała miejsce w 2000 roku, kiedy igrzyska rozgrywały się w Sydney. Wówczas do startu zgłoszony był Cherico Detenamo, ale zabrakło go na starcie.
Nauruańscy lekkoatleci sporadycznie zdobywają medale na międzynarodowych imprezach.

## Medale zdobyte na Igrzyskach Południowego Pacyfiku
Opracowano na podstawie materiału źródłowego:
Mężczyźni
| Rok  | Zawodnik             | Impreza                        | Miejsce      | Konkurencja                        | Lokata     | Wynik   |
| ---- | -------------------- | ------------------------------ | ------------ | ---------------------------------- | ---------- | ------- |
| 1966 | Tony Bowditch        | Igrzyska Południowego Pacyfiku | Numea        | bieg na 1500 metrów                | 1. miejsce | 4:07,9  |
| 1966 | Robert Morgan-Morris | Igrzyska Południowego Pacyfiku | Numea        | bieg na 5000 metrów                | 1. miejsce | 15:44.8 |
| 1966 | Robert Morgan-Morris | Igrzyska Południowego Pacyfiku | Numea        | bieg na 10 000 metrów              | 1. miejsce | 33:04.6 |
| 1966 | Tony Bowditch        | Igrzyska Południowego Pacyfiku | Numea        | bieg na 3000 metrów z przeszkodami | 2. miejsce | 10:01.0 |
| 1969 | Robert Morgan-Morris | Igrzyska Południowego Pacyfiku | Port Moresby | bieg na 5000 metrów                | 2. miejsce | 16:03,0 |
| 1969 | Robert Morgan-Morris | Igrzyska Południowego Pacyfiku | Port Moresby | bieg na 10 000 metrów              | 3. miejsce | 33:17.2 |
| 1969 | Robert Morgan-Morris | Igrzyska Południowego Pacyfiku | Port Moresby | maraton                            | 3. miejsce | 3:03:10 |
| 1969 | Tony Bowditch        | Igrzyska Południowego Pacyfiku | Port Moresby | bieg na 3000 metrów z przeszkodami | 3. miejsce | 10:09.6 |

Kobiety
| Rok  | Zawodnik         | Impreza                        | Miejsce      | Konkurencja                    | Lokata     | Wynik |
| ---- | ---------------- | ------------------------------ | ------------ | ------------------------------ | ---------- | ----- |
| 1966 | Lois Jackman-Lax | Igrzyska Południowego Pacyfiku | Numea        | bieg na 80 metrów przez płotki | 2. miejsce | 12,88 |
| 1966 | Lois Jackman-Lax | Igrzyska Południowego Pacyfiku | Numea        | rzut dyskiem                   | 1. miejsce | 42,32 |
| 1969 | Lois Jackman-Lax | Igrzyska Południowego Pacyfiku | Port Moresby | rzut dyskiem                   | 1. miejsce | 41,42 |

## Rekordy kraju
- Stan na maj 2013[4]

### kobiety
| Konkurencja                  | Zawodniczka         | Rezultat | Data             | Miejsce    |
| ---------------------------- | ------------------- | -------- | ---------------- | ---------- |
| 100 m                        | Lovelite Detenamo   | 12,22 s  | 4 września 2013  | Mata Utu   |
| 200 m                        | Lovelite Detenamo   | 25,50 s  | 6 września 2013  | Mata Utu   |
| 400 m                        | Trudy Duburiya      | 1:03,0   | 19 marca 1994    | Meneng     |
| 800 m                        | Damaris Porte       | 2:47,3   | 15 maja 2007     | Aiwo       |
| 1500 m                       | Belista Hartmann    | 5:44,21  | 30 sierpnia 1989 | Nukuʻalofa |
| 3000 m                       | Bianca Ika          | 14:18,9  | 15 czerwca 2007  | Bairiki    |
| 100 m przez płotki           | Dana Thoma          | 21,0     | 15 czerwca 2007  | Bairiki    |
| 400 m przez płotki           | Ifrica Detabene     | 1:18,18  | 16 czerwca 2007  | Bairiki    |
| pchnięcie kulą               | Nina Grundler       | 11,36 m  | 13 sierpnia 2011 | Gold Coast |
| rzut dyskiem                 | Nina Grundler       | 31,87 m  | 17 maja 2011     | Aiwo       |
| rzut młotem                  | Jerusha Mau         | 19,57 m  | 6 sierpnia 2009  | Gold Coast |
| rzut oszczepem (stary model) | Madrina Denuga      | 31,60 m  | 31 stycznia 1994 | Meneng     |
| rzut oszczepem (nowy model)  | Rosa-Mystique Jones | 23,96 m  | 16 czerwca 2007  | Bairiki    |
| skok wzwyż                   | Arrora Depaune      | 1,26 m   | 3 kwietnia 2007  | Yaren      |
| skok w dal                   | Rosa-Mystique Jones | 4,49 m   | 15 grudnia 2005  | Susupe     |
| trójskok                     | Dana Thoma          | 9,40 m   | 2006             | Nauru      |
| Sztafeta 4 × 100 metrów      |                     | 53,45    | 26 kwietnia 2003 | Koror      |
| Sztafeta 4 × 400 metrów      |                     | 4:28,47  | 26 kwietnia 2003 | Nukuʻalofa |
| 60 m (w hali)                | Lovelite Detenamo   | 8,04     | 10 marca 2012    | Stambuł    |

### mężczyźni
| Konkurencja             | Zawodnik                                                      | Rezultat | Data              | Miejsce         |
| ----------------------- | ------------------------------------------------------------- | -------- | ----------------- | --------------- |
| 100 m                   | Jonah Harris                                                  | 10,98    | 11 grudnia 2017   | Port Vila       |
| 200 m                   | Frederick Canon                                               | 21,7     | 31 stycznia 1994  | Meneng          |
| 400 m                   | JJ Capelle                                                    | 51,30    | 15 grudnia 2007   | Manenggon Hills |
| 800 m                   | Bremner Adumur                                                | 2:13,74  | 27 czerwca 2008   | Saipan          |
| 1000 m                  | Deamo Baguga                                                  | 3:19,97  | 15 grudnia 2006   | Apia            |
| 1500 m                  | Gemeneo Joramm                                                | 4:29,8   | 2 września 1963   | Suva            |
| 3000 m                  | David Temaki                                                  | 11:38,89 | 15 marca 1993     | Canberra        |
| 3000 m z przeszk.       | Karl Tabwia                                                   | 10:59,0  | 15 sierpnia 1969  | Port Moresby    |
| 5000 m                  | Karl Tabwia                                                   | 18:29,8  | 18 sierpnia 1969  | Port Moresby    |
| maraton                 | Karl Hartman                                                  | 3:48:06  | 1968              | Nauru           |
| 110 m przez płotki      | Deamo Baguga                                                  | 18,93    | 15 grudnia 2006   | Apia            |
| 400 m przez płotki      | Ai Temaki                                                     | 1:07,0   | 16 czerwca 2007   | Bairiki         |
| skok wzwyż              | Deamo Baguga                                                  | 1,77 m   | 14 grudnia 2007   | Manenggon Hills |
| skok w dal              | Frederick Canon                                               | 6,58 m   | 17 maja 1996      | Meneng          |
| trójskok                | Deamo Baguga                                                  | 12,61 m  | 6 sierpnia 2009   | Gold Coast      |
| pchnięcie kulą          | A-One Tannang                                                 | 14,28 m  | 17 maja 2011      | Aiwo            |
| rzut dyskiem            | Gerard Jones                                                  | 39,62 m  | 1994              | Mangilao        |
| rzut młotem             | Gerard Jones                                                  | 32,80 m  | 31 stycznia 1994  | Meneng          |
| rzut oszczepem          | Fine Olsson                                                   | 49,50 m  | 17 września 1994  | Meneng          |
| 60 m (w hali)           | Junior Dagiaro                                                | 7,02     | 12 listopada 2009 | Aiwo            |
| Sztafeta 4 × 100 metrów | Ace Capelle Frederick Canon Michael Dimapilis Tryson Duburiya | 44,84    | 16 grudnia 1993   | Port Vila       |
| Sztafeta 4 × 400 metrów | Ace Capelle Frederick Canon Fine Olsson Tryson Duburiya       | 3:43,7   | 1 kwietnia 1994   | Mangilao        |